# Saint-Sulpice-les-Feuilles
Saint-Sulpice-les-Feuilles é uma comuna francesa na região administrativa da Nova Aquitânia, no departamento de Alto Vienne. Estende-se por uma área de 35,63 km². Em 2010 a comuna tinha 1 238 habitantes (densidade: 34,7 hab./km²).